# تقليم العشب

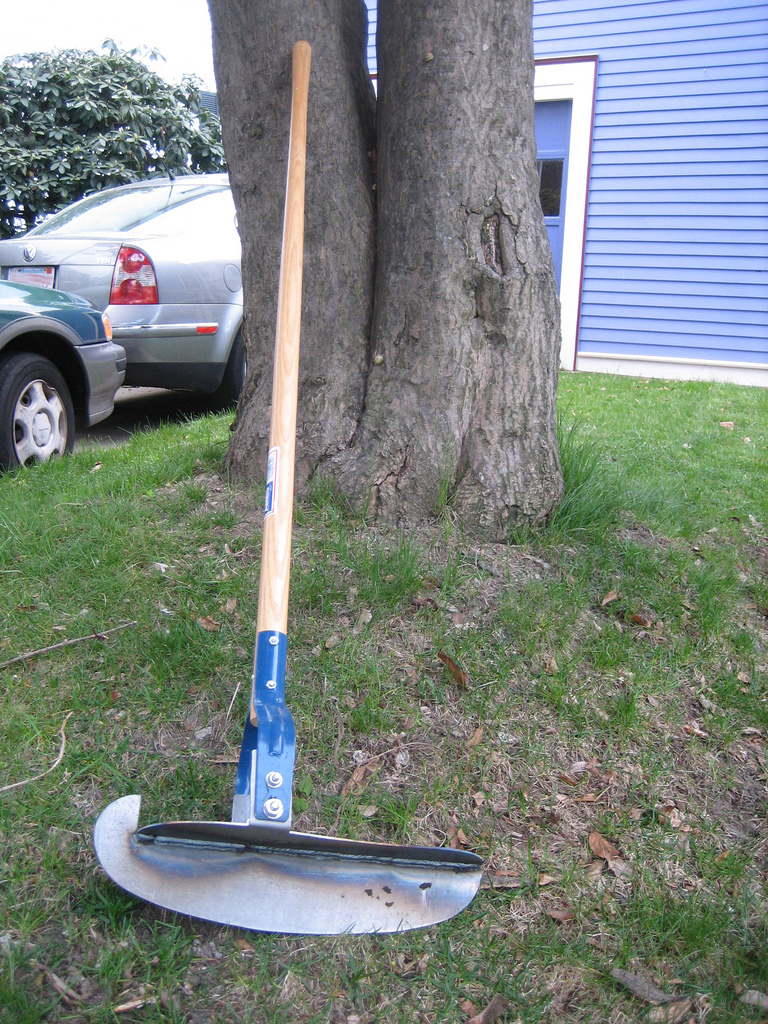
أداة تستخدم في تقليم الأعشاب، حيث تستخدم في تحديد حواف العشب.

تقليم العشب ويتم تقليم العشب بمجموعة أدوات مخصصة لذالك منها اليدوية ومنها الآلية، ويكون تقليم العشب بتشكيل حدود متميزة بين العشب، وتنسيق حواف العشب، كما تستعمل أيضاً جزازة العشب في تنسيق طول العشب.